# 北卡罗来纳州州务委员会
北卡罗来纳州州务委员会（英語：North Carolina Council of State）是由十位经选举产生的州政府行政官员组成的集体机构，这些职位均依据州宪法设立。州务委员会成员包括州长、副州长、州务卿、审计员、司库、公共教育总监、总检察长、农业专员、劳工专员和保险专员。该委员会与州长内阁及若干独立机构一道，共同组成北卡罗来纳州的行政部门。
该机构起源于北卡罗来纳殖民时期的英国殖民政府。根据北卡罗来纳州建州以来的首部宪法，州务委员会最初由七名通过州议会选举产生的成员组成，负责向州长提供咨询服务。1868年宪法将州务委员会重新定义为由州务卿、司库、审计员、公共工程总监和公共教育总监组成。不久公共工程总监一职被废除，随后又增加了若干经选举产生的职位，并将州长正式列为委员会成员。州务委员会通常每月召开一次会议，负责批准涉及州有不动产及财政事务的各类交易。

## 历史
在英国殖民地时期，北卡罗来纳省由皇家总督领导。殖民政府设立“总督委员会”以协助总督决策，成员由贵族领主（后由英王）任命，均为本地居民，在殖民地议会召开时亦充当上议院。该机构其中一名成员担任委员会主席，并在总督或其副手无法履职时代理其职责。作为立法机构的一部分，议长还需签署委员会通过的全部法案。委员会出现空位时，由总督临时任命补缺，直至领主或王室作出正式任命。实际上许多议员同时担任其他政府职务，常与总督及下议院争夺权力。作为一个实体，总督委员会制定行政公告和法令以及土地授予等事务上拥有重大影响力。
1776年，北卡罗来纳宣布脱离英国独立。同年12月通过的首部州宪法规定设立州务委员会，以“协助州长执行其职务”。该委员会由州议会两院联席选举产生七名成员，任期一年，委员不得兼任立法职务。委员会出现空缺时，仅可由州议会补选。实际上州务委员会在一定程度上限制了州长的行政权力，有时州长必须在取得委员会批准后方可采取行动，但委员会本身不得在没有州长参与的情况下作出决定。首届州务委员会由1776年12月制宪大会选出，后于次年就职，其成员任职至被州议会另行选出的新成员接替为止。
北卡罗来纳州于1868年通过新宪法，规定州务委员会由六位通过普选产生的行政官员组成，其中包括州务卿、审计员、司库、公共工程总监和公共教育总监。根据宪法，州长负责召集并主持委员会会议，总检察长担任法律顾问，但两者均非正式成员。1873年，公共工程总监一职通过宪法修正案废除。1944年，农业专员、劳工专员和保险专员等经普选产生的职位被提升为宪法所规定的职位并加入委员会。1971年生效的宪法修订将州长、副州长和总检察长也纳入委员会成员，并取消了州务委员会“为总督履行职责提供建议”的职责。1987年，时任州长詹姆斯·G·马丁因一项政府办公用房租赁协议与委员会其他成员发生争议，并提起诉讼。北卡罗来纳州最高法院裁定州务委员会有权否决州长的决定，但无权自主采取行动。
历史上，北卡罗来纳州州务委员会的成员大多为白人男性。小拉尔夫·坎贝尔于1993年出任审计员，是首位进入该委员会的非裔。贾尼丝·H·福克纳于1996年被任命为州务卿以填补空缺，成为首位担任州务委员会职务的女性。伊莱恩·马歇尔于1997年1月当选为州务卿，是首位通过选举进入州务委员会的女性。杰茜卡·霍姆斯于2023年被任命为审计员，是首位进入该委员会的非裔女性。

## 组织架构
根据北卡罗来纳州宪法第三章，州务委员会由十位官员组成，分别为州长、副州长、州务卿、审计员、司库、公共教育总监、总检察长、农业专员、劳工专员和保险专员。上述人员均为其所属部门的最高行政负责人，任期四年，除州长和副州长外均无任期限制。若相关职位选举出现争议，由州议会以多数票裁定。除州长和副州长外，其他职位出现空缺时，州长可任命临时官员，直至下次两年一次的州大选。州长职位设有独立的继任顺序。州务委员会成员如有渎职行为，可由州议会弹劾并罢免。其薪资由州议会决定，任期内不得下调。截至2025年，州长年薪为203,073美元，其余州务委员会成员年薪为168,384美元。州务委员会与州长内阁及若干独立机构共同构成北卡罗来纳州政府的行政部门。
州长担任州务委员会主席。委员会通常于每月的第一个或第二个星期二召开例会，会议须遵守州《公开会议法》，公众可旁听。在紧急或突发情况下，州长亦可能通过电子邮件征询其他成员意见。委员会配有专门工作人员，负责记录并向成员分发会议纪要，而会议日程与议题则由州务卿负责安排。根据2022年州预算安排，州务委员会的永久会址建设计划将于2023年完成。

## 权力和职责
北卡罗来纳州宪法仅赋予州务委员会有限职权，其中根据该州《宪法》第三章第三节，委员会可在审议州长精神状态时请求州议会召开特别会议。而根据《宪法》第五节，州长在自行召集特别会议前必须征求委员会意见。委员会的主要职责多由州法赋予，主要涉及不动产和财政事务，其中包括批准州长对州有产权资产的收购与处置、批准资产划拨、授权基于税收预期的举债、在危机时期授权司库借款、设立应急资金、批准债券发行、就担保投资向州长和司库提供建议、批准可存放州资金的银行，以及批准可用于州资金投资的证券等。若州长行使须经委员会同意的权力，法律规定其须在行使该权力后48小时内取得委员会批准。

## 现任州务委员会委员
| 职位                 | 现任者            | 肖像 | 党派 | 党派   | 来源   |
| -------------------- | ----------------- | ---- | ---- | ------ | ------ |
| 州长                 | 乔希·斯坦         |      |      | 民主党 | [ 32 ] |
| 副州长               | 蕾切尔·亨特       |      |      | 民主党 | [ 32 ] |
| 州务卿               | 伊莱恩·马歇尔     |      |      | 民主党 | [ 33 ] |
| 审计员               | 戴夫·博利克       |      |      | 共和党 | [ 32 ] |
| 司库                 | 布拉德·布里纳     |      |      | 共和党 | [ 34 ] |
| 公共教育总监         | 莫·格林           |      |      | 民主党 | [ 32 ] |
| 总检察长             | 杰夫·杰克逊       |      |      | 民主党 | [ 35 ] |
| 农业专员             | 史蒂夫·特罗克斯勒 |      |      | 共和党 | [ 33 ] |
| 劳工专员             | 卢克·法利         |      |      | 共和党 | [ 36 ] |
| 北卡罗来纳州保险专员 | 迈克·考西         |      |      | 共和党 | [ 33 ] |

## 引用著作
- Cheney, John L. Jr. (编).  revised. Raleigh: North Carolina Secretary of State. 1981. OCLC 1290270510.
- Fleer, Jack. . University Press of America. 2007. ISBN 978-0-7618-3564-6.
- Fleer, Jack D. . Lincoln: University of Nebraska Press. 1994. ISBN 978-0-8032-6885-2.
- Guillory, Ferrel.  (PDF). N.C. Insight (N.C. Center for Public Policy Research). June 1988: 40–44.
- . Raleigh: North Carolina Department of the Secretary of State. 2011. OCLC 2623953.
- Orth, John V.; Newby, Paul M.  second. Oxford University Press. 2013. ISBN 978-0-19-930065-5.